# Cantón de Sigean
El cantón de Sigean es una división administrativa francesa, situada en el departamento del Aude y la región Occitania.

## Composición
El cantón de Sigean agrupa once comunas:
- Caves
- Feuilla
- Fitou
- La Palme
- Leucate
- Port-la-Nouvelle
- Peyriac-de-Mer
- Portel-des-Corbières
- Roquefort-des-Corbières
- Sigean
- Treilles